# Дубрава (Брасовський район)
Дубрава (рос. Дубрава) — селище у Брасовському районі Брянської області Росії. Входить до складу муніципального утворення Веребське сільське поселення.
Населення — 4 особи.
Розташоване за 4 км на північний схід від села Веребськ.

## Історія
Виникло у 1920-ті роки; до 2005 року входило до складу Веребської сільради.

## Населення
За найновішими даними, населення — 4 особи (2013).
У минулому чисельність мешканців була такою:
| Роки      | 1979 | 1989 | 2002 | 2010 |
| --------- | ---- | ---- | ---- | ---- |
| Населення | 72   | 34   | 14   | 10   |